# Неоновий бик
«Неоновий бик» (порт. Boi neon) — міжнародно-спродюсований драматичний фільм, знятий Гебріелем Маскаро. Світова прем'єра стрічки відбулась 4 вересня 2015 року на Венеційському кінофестивалі. Також фільм показали в головному конкурсі 31-го Варшавського кінофестивалю, де здобув нагороду за найкращий фільм.

## У ролях
- Жуліану Казарре — Іремар
- Маеве Жінкінгз — Галега
- Хосіналдо Алвіш — Маріо
- Роберто Берінделлі — Фазендейро

## Визнання
| Нагороди та номінації фільму «Неоновий бик» | Нагороди та номінації фільму «Неоновий бик»  | Нагороди та номінації фільму «Неоновий бик» | Нагороди та номінації фільму «Неоновий бик» | Нагороди та номінації фільму «Неоновий бик» | Нагороди та номінації фільму «Неоновий бик» |
| Рік                                         | Кінопремія / Кінофестиваль                   | Категорія / Нагорода                        | Номінант                                    | Результат                                   |                                             |
| ------------------------------------------- | -------------------------------------------- | ------------------------------------------- | ------------------------------------------- | ------------------------------------------- | ------------------------------------------- |
| 2015                                        | Венеційський кінофестиваль                   | Найкращий фільм («Горизонти»)               | «Неоновий бик»                              | Номінація                                   |                                             |
| 2015                                        | Венеційський кінофестиваль                   | Спеціальний приз журі («Горизонти»)         | «Неоновий бик»                              | Перемога                                    |                                             |
| 2015                                        | Чиказький міжнародний кінофестиваль          | Найкращий фільм                             | «Неоновий бик»                              | Номінація                                   |                                             |
| 2015                                        | Цюрихський кінофестиваль                     | Найкращий фільм                             | «Неоновий бик»                              | Номінація                                   |                                             |
| 2015                                        | Гамбурзький кінофестиваль                    | Приз критиків                               | «Неоновий бик»                              | Перемога                                    |                                             |
| 2015                                        | Варшавський міжнародний кінофестиваль        | Гран-прі за найкращий фільм                 | «Неоновий бик»                              | Перемога                                    |                                             |
| 2015                                        | Аделаїдський міжнародний кінофестиваль       | Найкращий фільм                             | «Неоновий бик»                              | Номінація                                   |                                             |
| 2015                                        | Ріо-де-Жанейрський міжнародний кінофестиваль | Найкращий фільм                             | «Неоновий бик»                              | Перемога                                    |                                             |
| 2015                                        | Ріо-де-Жанейрський міжнародний кінофестиваль | Найкращий сценарій                          | Гебріел Маскаро                             | Перемога                                    |                                             |
| 2015                                        | Ріо-де-Жанейрський міжнародний кінофестиваль | Найкраща жіноча роль другого плану          | Елайн Сантана                               | Перемога                                    |                                             |
| 2015                                        | Ріо-де-Жанейрський міжнародний кінофестиваль | Найкраща операторська робота                | Дієго Гарсіа                                | Перемога                                    |                                             |
| 2015                                        | Міжнародний кінофестиваль у Торонто          | Приз Платформи                              | «Неоновий бик»                              | Спеціальна згадка                           |                                             |
| 2015                                        | Стокгольмський кінофестиваль                 | «Бронзовий кінь» за найкращий фільм         | «Неоновий бик»                              | Номінація                                   |                                             |
| 2015                                        | Загребський кінофестиваль                    | «Золота коляска» за найкращий фільм         | «Неоновий бик»                              | Номінація                                   |                                             |